# Marie Goossens
Marie Henriette Goossens (ur. 11 sierpnia 1894 w Londynie, zm. 18 grudnia 1991 w Dorking) – angielska harfistka pochodzenia belgijskiego.

## Życiorys

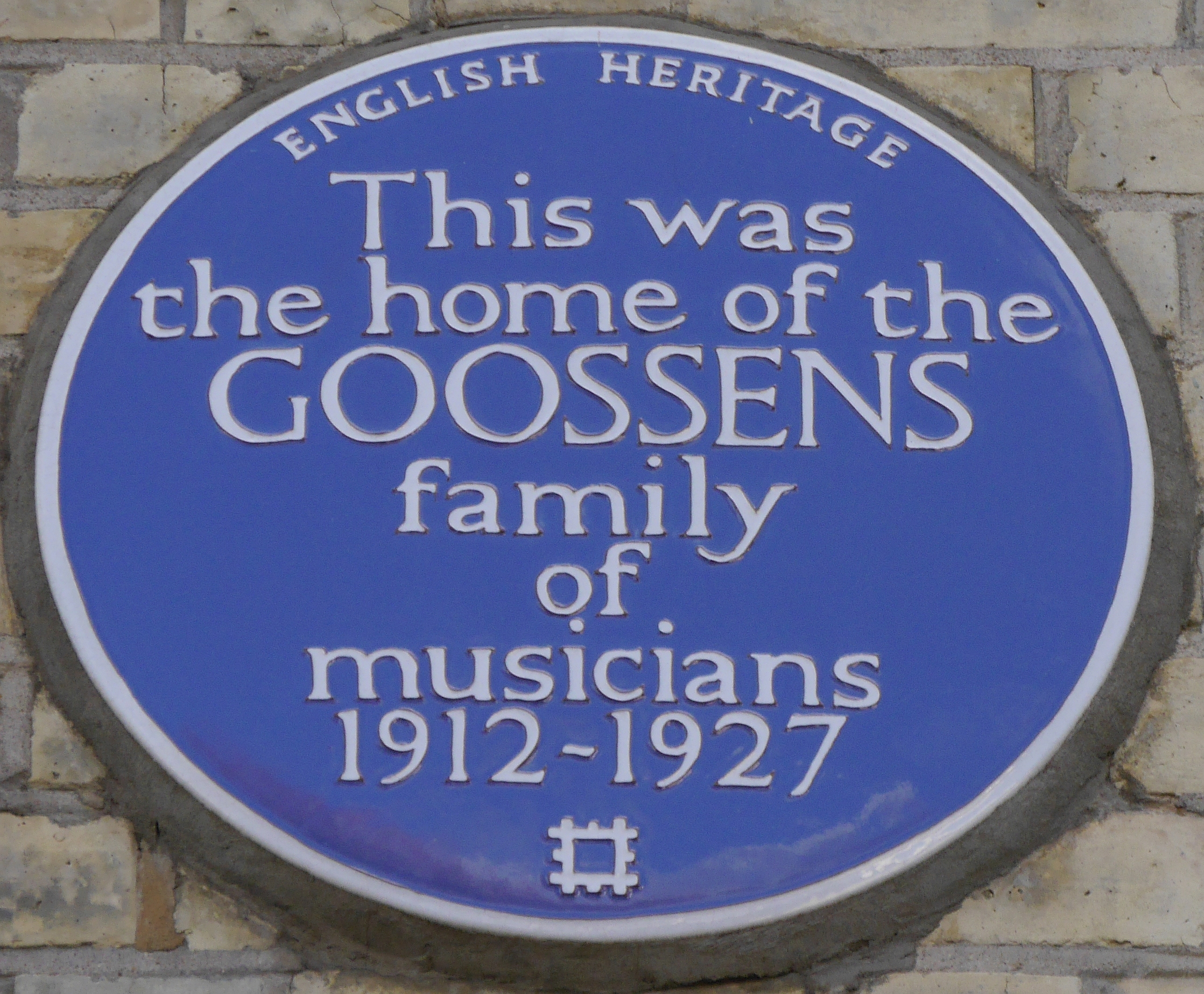
Tablica pamiątkowa na domu rodziny Goossens w londyńskiej dzielnicy Fulham

Pochodziła z muzycznej rodziny. Jej ojcem był skrzypek i dyrygent Eugène Goossens. Jej rodzeństwem byli dyrygent i kompozytor Eugene Aynsley Goossens, oboista Léon Goossens i harfistka Sidonie Goossens. Po raz pierwszy wystąpiła w 1910 w Liverpool Philharmonic Hall. Od 1954 do 1967 wykładała w Royal College of Music. W 1984 odznaczona została Orderem Imperium Brytyjskiego.